# Consorzio di bonifica
Un consorzio di bonifica è un ente di diritto pubblico previsto 
dalla legge italiana che cura l'esercizio e la manutenzione delle opere pubbliche di bonifica e controlla l'attività dei privati, sul territorio di competenza, detto "comprensorio di bonifica".

## Storia
Si ha traccia delle prime forme associative di utenti dei pubblici acquedotti già nel trattato De Aquaeductibus urbis Romae di Frontino. Un decreto del Senato dell'epoca di Augusto contiene infatti l'istituto giuridico del consorzio dei concessionari, che impone ai privati l'obbligo di associarsi nell'opera di derivazione, per evitare un numero eccessivo di allacciamenti ai canali e alle tubazioni pubbliche. Il consorzio deriva la quantità d'acqua in un unico punto, convogliandola fino ad un dividicolo privato (castellum) da cui ciascun utente può derivare la quantità di sua pertinenza.
Parlando delle ville del Toscolano, Frontino accenna al turno irriguo, un altro importante istituto giuridico per l'agricoltura. Anche qui è richiesta un'organizzazione di tipo consortile, che riunisce tutti i poderi interessati. Oltre ai grandi acquedotti urbani i Romani costruiscono canali navigabili ed irrigui, una tradizione che in Lombardia proseguirà fino al Medioevo e oltre. In genere lo stato costruisce e gestisce i canali principali, mentre i consorzi dei privati si occupano delle reti secondarie e i singoli privati delle reti terziarie. In altri casi il ruolo dello stato è surrogato da un'istituzione ecclesiastica o da un grande proprietario terriero.
Per lungo tempo l'irrigazione e i relativi consorzi sono presenti soltanto nell'Italia settentrionale, mentre a sud del Po dominano le colture seccagne. In tutto il paese è invece già da tempo praticata, da parte di libere associazioni di proprietari terrieri presenti già nel Medioevo, la bonifica delle aree paludose.
Questa esperienza secolare in opere di bonifica e irrigazione favorisce, in Italia, lo sviluppo di forme di avanguardia del diritto delle acque. In particolare, la costruzione di estese reti irrigue e di colatura porta a praticare, prima nel Medioevo e poi nel Rinascimento, la servitù d'acquedotto.
Dopo l'unità d'Italia i consorzi di bonifica furono previsti nel regio decreto 8 maggio 1904, n. 368 di approvazione del regolamento sulle bonificazioni delle paludi e dei terreni paludosi, tuttora in vigore in alcune parti (polizia di bonifica). Il regio decreto 13 febbraio 1933 n. 215 che reca nuove norme per la bonifica integrale e approva il testo unico, contiene le norme statali di riferimento  per le Regioni alle quali oggi compete la disciplina normativa della materia

## Descrizione

### Amministrazione e spese
Essendo un consorzio, questo ente è amministrato dai consorziati. Tutti i proprietari di beni immobili (terreni e fabbricati in genere) ricadenti all'interno del comprensorio di competenza dell'ente sono tenuti, per legge, a contribuire alla spese per la manutenzione e l'esercizio delle  opere di bonifica tramite i contributi di bonifica .  Il riparto delle spese ed il conseguente calcolo del contributo a carico di ogni singolo consorziato viene eseguito in proporzione al beneficio che gli immobili di proprietà traggono dalle suddette attività. La riscossione del tributo consortile può avvenire mediante l'emissione di Avvisi di pagamento (Riscossione spontanea) oppure mediante Cartelle di pagamento.  I consorziati eleggono inoltre i rappresentanti (tutti proprietari di immobili dell'area di bonifica) di un consiglio di amministrazione che a sua volta elegge un presidente. I Consorzi di bonifica realizzano anche nuove opere di bonifica, in genere con fondi statali o regionali.

### Le opere
Esempi di opere di questo genere riguardano, ad esempio, la sicurezza idraulica (impianti idrovori, canali di bonifica), la gestione delle acque destinate all'irrigazione (impianti e reti irrigue), la partecipazione ad opere urbanistiche, ma anche la tutela del patrimonio ambientale e agricolo.

## Norme di rilievo
Si riportano alcuni articoli del decreto del 1933:
- Art. 54. Possono costituirsi consorzi tra proprietari degli immobili che traggono beneficio dalla bonifica. I consorzi provvedono alla esecuzione, manutenzione ed esercizio delle opere di bonifica o soltanto alla manutenzione ed esercizio di esse. I consorzi possono altresì provvedere al riparto, alla riscossione ed al versamento della quota di spesa a carico dei proprietari, quando le opere di bonifica siano state assunte da persona diversa dal Consorzio dei proprietari.
- Art. 55. I consorzi si costituiscono con decreto reale, promosso dal Ministro per l'agricoltura e le foreste, quando la proposta raccolga l'adesione di coloro che rappresentano la maggior parte del territorio incluso nel perimetro.
- Art. 59. I consorzi di bonifica sono persone giuridiche pubbliche e svolgono la propria attività entro i limiti consentiti dalle leggi e dagli statuti. Per l'adempimento dei loro fini istituzionali essi hanno il potere d'imporre contributi alle proprietà consorziate, ai quali si applicano le disposizioni dell'art. 21.
- Art. 60. I consorzi sono retti da uno statuto deliberato dall'Assemblea, col voto favorevole della maggioranza degli intervenuti, che rappresenti almeno il quarto della superficie del Comprensorio. Mancando tale maggioranza, la deliberazione è valida se, in seconda convocazione, sia presa col voto favorevole della maggioranza degli intervenuti. L'approvazione dello statuto è data dal Ministero dell'agricoltura e delle foreste, che decide gli eventuali ricorsi ed ha facoltà di apportare modificazioni nel testo dello statuto deliberato.